# ジョン・フィードラー
ジョン・ドナルド・フィードラー（英: John Donald Fiedler、1925年2月3日 - 2005年6月25日）は、アメリカ合衆国の俳優、声優。
『十二人の怒れる男』での臆病な陪審員2番役、『クマのプーさん」シリーズでのピグレット役、『ボブ・ ニューハート・ショー』での臆病な患者・ペターソン役の3つで知られる。

## 経歴
ウィスコンシン州プラットヴィルに生まれた。父はビール売りのドナルド・フィードラー、母はマーガレット・フェラン。5歳のとき同州ショアウッドに転居し、1943年にショアウッド高校を卒業。アメリカ海軍に入り、第二次世界大戦終結まで従軍した。兵役が解かれるとニューヨークで俳優を始め、ラジオコメディThe Aldrich Familyにホーマー・ブラウン役で出演。当時まだ創成期だったテレビにおいてもTom Corbett, Space Cadetのキャデット・アルフィー・ヒギンズ役で人気を博した。1957年公開の映画『十二人の怒れる男』に陪審員2番役で出演。紳士や臆病な役が多いが、テレビドラマ『宇宙大作戦』の『惑星アルギリスの殺人鬼』では管理責任者役で切り裂きジャックさながらの気迫を見せた。
『ア・レーズン・イン・ザ・サン』ではリンドナー住宅委員長役で1961年の映画版、1988年のテレビドラマ版ともに出演。『おかしな二人』ではポーカー選手のヴィニー役を演じた。そのほか『勇気ある追跡』、『キャノンボール』、『わが街ハーパーバレーは大騒ぎ』などの映画や、『奥さまは魔女』、『それ行けスマート』、『ロックフォードの事件メモ』、The Golden Girls、『チアーズ』などのテレビドラマに出演。『事件記者コルチャック』では死体安置所職員のゴーディー・スパングラー役で定期的に出演。テレビドラマ『ボブ・ ニューハート・ショー』では主人公ボブのかかりつけ患者ペターソン役、『トワイライト・ゾーン』のエピソード47ではダンディー役でゲスト出演した。
『ビアンカの大冒険』、『きつねと猟犬』、『ロビン・フッド』、『ラマになった王様』、『くまのプーさん 完全保存版』、『ティガー・ムービー プーさんの贈りもの』、『くまのプーさん 完全保存版II ピグレット・ムービー』、『くまのプーさん ザ・ムービー/はじめまして、ランピー!』などのディズニー・アニメにも声をあてた。2005年公開のディズニー映画『ラマになった王様2 クロンクのノリノリ大作戦』が最後の出演作となった。
2005年6月25日にがんのためニュージャージー州アングルウッドで死去。80歳であった。晩年は俳優基金によって建てられた、引退したエンターテイナーのための「リリアン・ブース俳優の家」に入所していた。フィードラーの死去に伴い、ピグレット役にはトラヴィス・オーツが充てられた。
生涯独身を貫いたが、二人の兄弟がいて多くの姪と甥がいた。その一人、ジェイムズは元ウィスコンシン州判事で、彼の息子のジョンも同じくウィスコンシン州判事を勤めている。

## 主な出演作品
| 公開年 | 邦題 原題                                             | 役名                     | 備考       |
| ------ | ----------------------------------------------------- | ------------------------ | ---------- |
| 1957   | 十二人の怒れる男 12 Angry Men                         | 陪審員２番               |            |
| 1958   | 女優志願 Stage Struck                                 | エイドリアン             |            |
| 1961   | レーズン・イン・ザ・サン A Raisin in the Sun          | マーク・リンドナー       |            |
| 1962   | ミンクの手ざわり That Touch of Mink                   | スミス                   |            |
| 1964   | マリアンの友だち The World of Henry Orient            | シドニー                 |            |
| 1964   | ねえ!キスしてよ Kiss Me, Stupid                       | Rev. Carruthers          |            |
| 1965   | マードックの拳銃 Guns of Diablo                       | アイヴェス               |            |
| 1965   | フロリダ万才 Girl Happy                               | ペンチル                 |            |
| 1966   | 素晴らしき男 A Fine Madness                           | ダニエル                 |            |
| 1967   | ニューヨーク泥棒結社 Fitzwilly                        | モートン                 |            |
| 1968   | おかしな二人 The Odd Couple                           | ヴィニー                 |            |
| 1969   | 勇気ある追跡 True Grit                                | ダゲット弁護士           |            |
| 1969   | 空かける強盗団 The Great Bank Robbery                 | Brother Dismas Ostracorn |            |
| 1970   | 戦争ゲーム Suppose They Gave a War and Nobody Came?   | パーヴィス               |            |
| 1972   | デスマスター Deathmaster                              | ポップ                   |            |
| 1974   | のぞき魔!バッド・ロナルド/十代の異常な欲望 Bad Ronald | ロスコー                 | テレビ映画 |
| 1975   | おかしなレディ・キラー The Fortune                    |                          |            |
| 1976   | 新・ぼくはむく犬 The Shaggy D.A.                      | ハウィー・クレミングス   |            |
| 1981   | キャノンボール The Cannonball Run                     | デスククラーク           |            |
| 1981   | シャーキーズ・マシーン Sharky's Machine               | バレット                 |            |
| 1986   | ミッドナイト・ニューヨーカー Seize the Day            | カール                   |            |